# Le Joueur d'échecs (film, 1938)
Pour les articles homonymes, voir Le Joueur d'échecs (homonymie).
Pour plus de détails, voir Fiche technique et Distribution.
Le Joueur d’échecs est un film français réalisé par Jean Dréville en 1938.
Ce film est inspiré de l'histoire du Turc automate joueur d'échecs.

## Fiche technique
- Réalisation : Jean Dréville[1], assisté de Jacques Vitry
- Scénario : Albert Guyot[1], d'après le roman d'Henry Dupuy-Mazuel[1]
- Direction artistique : Lucien Aguettand et Marcel Magniez
- Dialogues : André Doderet, Roger Vitrac, Bernard Zimmer[2]
- Photographie : René Gaveau[1] et André Thomas[3]
- Décor : Lucien  Aguettand[2]
- Montage : Raymond Leboursier
- Musique : Jean Lenoir[1]
- Société de production et de distribution : Compagnie Française Cinématographie[1]
- Pays :  France
- Format : Son mono - Noir et blanc - 35 mm  - 1,37:1
- Genre : Film dramatique
- Durée : 90 minutes[1]
- Date de sortie : 
  - France - 25 novembre 1938

## Distribution
- Françoise Rosay : l'impératrice Catherine II
- Conrad Veidt : le baron de Kempelen
- Paul Cambo : le colonel Boleslas Vorowsky
- Micheline Francey : Sonia Vorowska
- Gaston Modot : le major Nicolaïeff
- Jacques Grétillat : Potemkine
- Edmonde Guy : Wanda Zolewska
- Bernard Lancret : Serge Oblonsky
- Jean Temerson : Stanislas, roi de Pologne
- Delphin : Yegor, le bouffon